# Уилям Шелдън
Уилям Шелдън (на английски: William Herbert Sheldon) е американски психолог и нумизматик.

## Научна дейност
Шелдън разработва емпиричната основа за структурната теория за личността, която за първи път е предложена от Хипократ и Гален. Той усъвършенства онова, което по същество са трите телесни типа на Кречмер. Структурната теория е съвсем проста: структурата на тялото и само тя, определя личността. Дебелият мъж е веселяк; кльощавото дете е затворен в себе си книжен червей; мускулестият мъж е енергично общителен.
През 1942 Шелдън публикува Varietes of Temperament („Разнообразие на темпераментите“), съответстващи на соматотиповете:
- ендоморфно-висцератония (социабилен, релаксиран, нежен);
- мезоморфно-церебротонния (потиснат, със задръжки).

Критиците отбелязват с неодобрение, че оригиналните личностни типове се основават единствено на данни от извадка, състояща се от 33 мъже колежани. Телесният тип и личностният тип корелират около 0,80 в работите на Шелдън, но такива високи корелации не се откриват от други изследователи. Работата на Шелдън не минава незабелязано. Бил Уилсън – съосновател на „Анонимните алкохолици“, смята, че Шелдън е осигурил философската основа на тази организация.

## Публикации
- William H. Sheldon, The varieties of human physique: An introduction to constitutional psychology (New York: Harper & Brothers, 1940).
- William H. Sheldon, Atlas of Men. New York: Harper and Brothers, 1954.